# Дюбин, Василий Власович
Василий Власович Дюбин (1902, хутор Лихой Владимировского юрта Донецкого округа (ныне Красносулинский район) — 1974, Кишинёв) — советский писатель, член Союза писателей СССР (1935). Участник Великой Отечественной войны, имеет пять боевых наград. В 1920—1930 годы жил и работал на Дону.

## Жизнь и творчество
Родился в 1902 году в хуторе Лихой Владимировского юрта Донецкого округа (ныне Красносулинский район), в бедной казацкой семье. Василий Дюбин говорил:

Я родился и вырос в достопримечательном месте, там, где станция Лихая, хутор Лихой, речка Лихая и казаки лихие.
Окончил церковно-приходскую школу, работал молотобойцем в хуторской кузнице, затем на железнодорожной станции Лихая. В Новочеркасске окончил в 1918 году годичные общеобразовательные курсы. Служил в Красной Армии, там окончил учительские курсы при политотделе Кавказского фронта. Демобилизовался и поступил в Ростовскую театральную школу. В Ростове-на-Дону посещал ассоциацию пролетарских писателей, в которую входили А. Фадеев, В. Ставский, А. Киршон. Свой первый рассказ «Лемешок» опубликовал в 1928 году в краевой газете «Советский пахарь».
В 1929 году вернулся на родину в хутор Лихой. В это время работает над романом «Забурунный край», который был опубликован в 1931 году в московском издательстве «Федерация». Роман получил большой успех и был включен в учебную программу средних школ страны. Вскоре выходит его повесть «Навстречу смерти».
В 1933 году Василий Власович сотрудничал с журналом «Колхозник», которым руководил его наставник — Максим Горький. Дюбин написал роман-трилогию «Анка», первую книгу «Бронзовая коса» опубликовал в 1933 году, «Шторм» и «Сейнеры уходят в море» были опубликованы в 1960-е годы.
С 1935 года является членом Союза писателей СССР. До начала Великой Отечественной войны написал повести: «Избранники народа» (1938), «Камрад» (1940), «Друзья» (1941).
Участник Великой Отечественной войны, был ранен, прошёл нелёгкий фронтовой путь от Волги до Берлина, имеет пять боевых наград.
После окончания войны вернулся на Дон, в родной хутор, писал и издавал свои новые произведения: повести «Женя» (1947) и «Колхозный агроном» (1948).
В 1949 году уезжает жить в город Кишинёв, где были опубликованы его две повести наряду с оконченной трилогией «Соколы» (1953—1955) и «Серебряные ключи» (1960), был дописал роман «Забурунный край».
Свой родной донской край писатель не забывал, приезжал в хутор Лихой.
Василий Власович Дюбин умер в 1974 году, в Кишинёве. В школьном музее Лиховской средней школы была оформлена экспозиция писателю В. В. Дюбину.